# Pseudoprotella phasma
Pseudoprotella phasma är en kräftdjursart som först beskrevs av Montagu 1804.  Pseudoprotella phasma ingår i släktet Pseudoprotella, och familjen Caprellidae. Arten är reproducerande i Sverige.